# Grebănu
Grebănu est une commune roumaine située dans le județ de Buzău.